# Michael Rosen
Michael Wayne Rosen (7 de maio de 1946) é um escritor e poeta infantil britânico que escreveu 140 livros. Ele atuou como Children's Laureate de 2007 a 2009, e também foi apresentador de televisão e colunista político.

## Vida pessoal
Rosen foi casado três vezes e tem cinco filhos e dois enteados. Seu segundo filho Eddie (1980–1999) morreu aos 18 anos de septicemia meningocócica, e sua morte foi a inspiração para o trabalho de Rosen em 2004, Sad Book. Rosen vive no norte de Londres com sua terceira esposa, Emma-Louise Williams, e seus dois filhos.
Em março de 2020, durante a pandemia de COVID-19, Rosen foi internado no hospital com suspeita de COVID-19. Ele foi transferido para a UTI e de volta para uma enfermaria, antes de ser novamente transferido de volta para a UTI. Ele deixou a UTI após 47 dias. Ele foi transferido para uma ala geriátrica no Whittington Hospital e voltou para casa em junho.